# Orodrassus
Genre
Orodrassus est un genre d'araignées aranéomorphes de la famille des Gnaphosidae.

## Distribution
Les espèces de ce genre se rencontrent aux États-Unis et au Canada.

## Liste des espèces
Selon World Spider Catalog (version 17.5, 08/11/2016) :
- Orodrassus assimilis (Banks, 1895)
- Orodrassus canadensis Platnick & Shadab, 1975
- Orodrassus coloradensis (Emerton, 1877)

## Publication originale
- Chamberlin, 1922 : The North American spiders of the family Gnaphosidae. Proceedings of the Biological Society of Washington, vol. 35, p. 145-172 (texte intégral).